# Governo Casati
Il Governo Casati è stato il secondo esecutivo del Regno di Sardegna, guidato da Gabrio Casati. 
Esso, nato in seguito alle dimissioni del governo precedente, è rimasto in carica dal 27 luglio al 15 agosto 1848 (sebbene già dimissionario dal precedente 10 agosto), per un totale di 19 giorni, risultando così essere il governo più breve della storia del Regno di Sardegna.

## Compagine di governo

### Appartenenza politica
| Partito | Partito                 | Presidente | Ministri | Totale |
| ------- | ----------------------- | ---------- | -------- | ------ |
|         | Destra storica          | 1          | 1        | 2      |
|         | Indipendente (politica) | -          | 7        | 7      |
|         | Militare                | -          | 1        | 1      |

## Composizione
| Carica                                       | Titolare                              | Titolare                                               | Titolare                                                   |
| Presidenza del Consiglio dei ministri        | Presidenza del Consiglio dei ministri | Presidenza del Consiglio dei ministri                  | Presidenza del Consiglio dei ministri                      |
| -------------------------------------------- | ------------------------------------- | ------------------------------------------------------ | ---------------------------------------------------------- |
| Presidente del Consiglio dei ministri        |                                       |                                                        | Gabrio Casati (Destra storica)                             |
| Ministri senza portafoglio                   |                                       |                                                        |                                                            |
| Ministri senza portafoglio                   |                                       |                                                        | Vincenzo Gioberti (Destra storica) (fino al 4 agosto 1848) |
| Ministri senza portafoglio                   |                                       | Guglielmo Gribaldi Moffa di Lisio (Militare)           |                                                            |
| Ministero                                    | Ministri                              | Ministri                                               | Ministri                                                   |
| Affari Esteri                                |                                       |                                                        | Lorenzo Pareto (Indipendente)                              |
| Lavori Pubblici                              |                                       |                                                        | Pietro Paleocapa (Indipendente)                            |
| Interno                                      |                                       |                                                        | Giacomo Plezza (Indipendente)                              |
| Pubblica Istruzione                          |                                       |                                                        | Urbano Rattazzi (Indipendente) (fino al 4 agosto 1848)     |
| Pubblica Istruzione                          |                                       | Vincenzo Gioberti (Destra storica) (dal 4 agosto 1848) |                                                            |
| Guerra                                       |                                       |                                                        | Giacinto Provana di Collegno (Indipendente)                |
| Finanze                                      |                                       |                                                        | Vincenzo Ricci (Indipendente)                              |
| Affari Ecclesiastici e di Grazia e Giustizia |                                       |                                                        | Pietro Gioja (Indipendente)                                |

## Cronologia

### 1848
- 27 luglio - Il governo giura dinnanzi al Re.
- 4 agosto - In seguito ad una difficile battaglia urbana presso Melegnano, i piemontesi chiedono l’armistizio.
- 10 agosto - In seguito alla sconfitta della Regia Armata Sarda nella Prima guerra di indipendenza italiana ed al conseguente armistizio di Salasco (che riportava il tutto allo status quo ante), ritenuto dal Governo giuridicamente nullo perché implicante patti che eccedevano una stipulazione puramente militare, il governo rassegna le dimissioni[3]. Il Re, dunque, accettatele, incarica Cesare Alfieri di Sostegno di formare un nuovo esecutivo.
- 15 agosto - Con il giuramento del nuovo esecutivo termina ufficialmente l’esperienza di governo.